# Tafarmaig
Tafarmaig és una serra situada en la partió dels termes de Sella i Benimantell, Marina Baixa entre el Barranc de l'Arc, el Xarquer i Moèlem.